# ランボルギーニ・ソニア
}}
ランボルギーニ・ソニア (Lamborghini Sogna)はデザイナーの山崎亮志がカウンタックLP5000QVをベースに、1台のみ製造したコンセプトカーである。
ランボルギーニが公式に製造したモデルではないが、ランボルギーニからは認定を受けているモデルである。

## 概要
ソニアは1991年のジュネーブモーターショーで公開された。カウンタックの進化版コンセプトで、当初はカウンタックのボディを作り替えて限定生産する予定だったが、ボディの造形が複雑で、当時の技術で製造するのは現実的ではなかったため、1台製造されたのみとなった。ジュネーブモーターショーに展示されたのはパワートレインを搭載していないモデルだったが、その後、翌年のトリノオートショーに向けて、カウンタックに搭載されていた5.2L V型12気筒エンジンを搭載し、走行可能なモデルとなっている。1994年のエッセンモーターショーにも登場した。最高出力は450PSで最高速度300km/hと公表されているが、300km/hまで速度を出すことができるのかは不明である。2012年には広島で開催されたカウンタック展に登場した。
イタリア語で「夢」を表す「SOGNO」が当初の名称だったが、日本語での語感を考え、「SOGNA」となった。ドアはシザーズドアになっている。マフラーは縦に2本ずつの4本出し、サイドのウィンドウはアクリル製で、開閉することはできない。また、世界初の民生カーナビ「カロッツェリア」のCMにも登場した。
以前中古車販売サイトの「ジェームズ・エディション」にて、約3億4000万円で販売されていた。現在は大阪にあるエンマンコーポレーションが管理しており、2023年12月1日現在では5億7000万円で販売されている。

## 参照
1. ↑  https://creative311.com/?p=20608
2. ↑  https://enmann.jp/vehicle/lamborghini-sogna
3. ↑  https://creative311.com/?p=20608
4. ↑  https://chicappa-az-1.ssl-lolipop.jp/tokubetu/746/746_5.html
5. ↑  https://creative311.com/?p=20608